# 山陰海岸ジオライナー
山陰海岸ジオライナー（さんいんかいがんジオライナー）は、かつて西日本旅客鉄道（JR西日本）が鳥取駅 - 豊岡駅間を山陰本線経由で運行していた臨時快速列車である。

## 概要
2010年10月に山陰海岸ジオパークが世界ジオパークネットワークに加盟認定されたことを受けて、域内の観光促進を目的に2011年4月2日より運転を開始した。運行開始当初は2往復で運転されていたが、後に1往復は愛称無しの快速に変更され1往復体制となった。
2020年3月のダイヤ改正以降、それまで通過していた東浜駅に停車するようになったが、新型コロナウィルス感染拡大の影響で、2021年2月6日以降、長期運休が続いている。2022年3月改正段階でもあくまで運休扱いである旨がJR西日本公式サイトにてアナウンスされていたが、特急「はるか」が全列車運行を再開した2022年11月には運休情報のページ自体が削除されたため、事実上廃止されたものとみられる。
2024年4月20日より特定日のみの臨時列車として鳥取駅 - 城崎温泉駅間に『あめつち〜因幡・但馬〜』が運行されており、列車の性質は異なるものの、鳥取発の往路をほぼ同じ時間に設定するなど、事実上の後継となっている。

## 運行概況
土曜・日曜・祝日に運行された。朝の鳥取発、昼の豊岡発のダイヤで鳥取駅 - 豊岡駅間を1往復していた。
ジオパーク内を走り抜ける観光列車としての要素もあるため、一部区間では減速運転も実施していた。

### 停車駅
鳥取駅 - 岩美駅 - 東浜駅 - 浜坂駅 - 餘部駅 - 香住駅 - 竹野駅 - 城崎温泉駅 - 豊岡駅

### 使用車両
後藤総合車両所に所属するキハ126系気動車が使用されていた。
主に「山陰海岸ジオパークラッピング列車」2両編成（キハ126-11+1011）で運行されている。ラッピングのデザインは鳥取砂丘と浦富海岸がメインテーマとなっており、外装だけでなく内装にも施されている。この編成は本列車の運行が無くなって以降、山陰本線の一部列車のほか、境線を中心とした普通列車としての運用に入っていたが、2023年中にラッピングが解除されている。